# Coenosia aseta
Coenosia aseta este o specie de muște din genul Coenosia, familia Muscidae. A fost descrisă pentru prima dată de Fritz Isidore van Emden în anul 1940.
Este endemică în Kenya. Conform Catalogue of Life specia Coenosia aseta nu are subspecii cunoscute.